# Ma’a Nonu
Ma’a Allan Nonu MNZM (* 21. Mai 1982 in Wellington, Neuseeland) ist ein neuseeländischer Rugby-Union-Spieler mit samoanischen Wurzeln auf der Position des Innendreiviertels, er kann aber auch als Außendreiviertel spielen. Mit den All Blacks gewann er 2011 und 2015 die Weltmeisterschaft. Nonu ist bekannt für seine Dreadlocks und seine frühere Vorliebe, auf dem Feld Eyeliner zu tragen.
Er ist gläubiger Mormone.

## Hintergrund
Spielerisch ist er bekannt für seine Explosivität sowie seine kraftvollen Angriffe und sein Durchbrechen der Verteidigungslinien. Graham Henry, Trainer der All Blacks, beschrieb ihn als „wahrscheinlich den besten Linienbrecher in diesem Sport in diesem Land“. Henry und sein Vorgänger John Mitchell haben Nonu lange Zeit hauptsächlich als Schlüsselspieler von der Bank eingesetzt, so dass er nur bei vier seiner ersten zwölf Länderspiele in der Startaufstellung stand.
Nonu hat ähnliche Angriffsfähigkeiten wie der ehemalige All Black-Innendreiviertel Tana Umaga. Wie Umaga ist Nonu ein exzellenter Crash Ball-Läufer, welcher sich durch seine Fähigkeit, die Verteidigungslinie zu durchbrechen und seinen Außendreivierteln Platz zu schaffen, auszeichnet. Graham Henry bezeichnete Nonu 2005 als „den jungen Tana“, wodurch der Eindruck erweckt wurde, dass Nonu als Nachfolger von Umaga aufgebaut wird. Dieser Vergleich wurde später durch den Co-Trainer Wayne Smith bestätigt.

## Karriere

### Die Anfänge
Nonu besuchte die Strathmore Park Primary School und das Rongotai College in Wellington. 1999/2000 spielte er für die Schulauswahl und 2001 für die U19 Wellingtons.

### Profikarriere und All Blacks
2002 debütierte er für seine Heimatprovinz Wellington in der National Provincial Championship und 2003 für deren Franchise Hurricanes in den Super 12. Mit ihr schaffte es Nonu ins Halbfinale, wo man aber gegen die Crusaders verlor. Da er in der Super 12 brillierte, wurde er noch im selben Jahr in die Nationalmannschaft berufen und spielte sein erstes Länderspiel am 14. Juni 2003 gegen England. 2004 spielte er des Weiteren Siebener-Rugby für die neuseeländische 7er Rugbynationalmannschaft.
2003 wurde Nonu jedoch nicht für die Tri Nations nominiert; die Verantwortlichen präferierten Tana Umaga, Aaron Mauger und Dan Carter als Innendreiviertel. Für die WM 2003 stand er wieder im Kader und spielte in der Vorrunde gegen Kanada, Italien und Tonga. Seinen ersten Länderspielversuch erzielte er gegen Kanada und beeindruckte allgemein im Angriff durch seine Durchbrüche und großen Statur. Jedoch konnten seine Fähigkeiten in der Defensive nicht das Niveau seines Offensivspiels erreichen. Dies führte zusammen mit seiner internationalen Unerfahrenheit dazu, dass er trotz einer Verletzung von Umaga nicht für die K.O.-Spiele ausgewählt wurde.
2004 wurde Nonu infolge eines Formtiefs in den Super 12 erneut nicht für die Tri Nations nominiert. Anhand guter Leistungen für Wellington in der National Provincial Championship wurde er daraufhin für die Novembertour 2004 nominiert und in allen vier Länderspielen eingewechselt.
Den Großteil der Super 12-Saison 2005 spielte Nonu als Außendreiviertel, da Conrad Smith als Partner von Tana Umaga auf der Innendreiviertel-Position bevorzugt wurde. Nonu gelang in dieser Saison ein Hattrick gegen die Brumbies, den Gewinner der Super 12-Saison 2004. Die Hurricanes kamen ins Halbfinale, wo sie jedoch gegen die Crusaders mit 7:47 haushoch verloren. Nonu wurde beim zweiten Länderspiel gegen die British and Irish Lions eingewechselt und ersetzte Sitiveni Sivivatu auf der Außendreiviertelposition. Erneut wurde er nicht für die Tri Nations 2005 nominiert.
Der Kapitän der Wellington Lions, Tana Umaga, trat, um sich zu schonen, nicht in der Saison 2005 der National Provincial Championship an. In seiner Abwesenheit wurde Nonu zum Kapitän bestimmt und etablierte sich in dieser Saison als einer der gefährlichsten Innendreiviertel in Neuseeland. Er wurde für die Novembertour 2005 berufen, gegen Schottland und Wales eingewechselt und errang seine dritte Aufstellung in der Startformation beim Länderspiel gegen Irland.
2006 zogen die Hurricanes zum ersten und bisher einzigen Mal in ihrer Geschichte ins Finale der Super 14 ein. Nonu verlor mit seiner Mannschaft jedoch wieder gegen die Crusaders. Danach verpasste er aus Verletzungsgründen wieder die Auswahl für die Tri Nations. Durch sein Fehlen bei den Tri Nations konnte er von Anfang an für die Wellington Lions im Air New Zealand Cup antreten, was deren Abschneiden entscheidend verbesserte. Mit ihr gelangte Nonu 2006, 2007, 2008 und 2009 viermal hintereinander ins Finale der Meisterschaft, jedoch scheiterte man kurioserweise jedes Mal. Bei der Novembertour des Jahres 2006 war er wieder in der Nationalmannschaft. 2007 wurde er erneut nicht für die Tri Nations nominiert und wurde auch nicht in den WM-Kader berufen, da die Verantwortlichen Luke McAlister, Aaron Mauger, Conrad Smith und Isaia Toeava als Innendreiviertel bevorzugten.
2008 kam Nonu mit den Hurricanes wieder ins Halbfinale der Super 14, welches man erneut gegen die Crusaders verlor. Er wurde für die Tri Nations berücksichtigt und half den All Blacks, ihren neunten Tri-Nations-Titel zu gewinnen. Mit Wellington errang er am 20. September 2008 gegen Auckland den Ranfurly Shield, welchen die Mannschaft bis zum 29. August 2009 sechsmal verteidigen konnte, bevor man ihn an Canterbury verlor. Weiterhin nahm er an der Novembertour teil, auf der er dreimal in der Startformation aufgestellt war, gegen Irland, England und Wales Versuche legen konnte und als einer der besten Spieler der Tour gelobt wurde.
2009 verlor er mit den Hurricanes das Halbfinale der Super 14 gegen die Chiefs. Außerdem konnte er seinen Startplatz bei den All Blacks verteidigen. 2010 verletzte er sich jedoch am Ende der Super-14-Saison, so dass er bei den Juniländerspielen nicht antreten konnte. Nach seiner Genesung konnte er in nur 70 Minuten, die er auf regionaler Vereinsebene antrat, seine Form zeigen und bekam einen Stammplatz für die Tri Nations 2010.
Am 9. Oktober 2015 bestritt Nonu sein 100. Länderspiel für die All Blacks in der Vorrundenbegegnung der WM 2015 gegen Tonga. Dabei gelang ihm der Versuch zum Endstand von 47:9. Am Ende der Weltmeisterschaft wurde Ma’a Nonu mit den All Blacks Weltmeister.